# Micrurus filiformis
Micrurus filiformis é uma espécie de cobra-coral, um elapídeo do gênero Micrurus. É uma coral tricolor de pequeno porte, medindo entre 30 e 55 cm de comprimento em média. Frente da cabeça é preta, com uma banda branca em frente aos olhos, nuca e pescoço de cor vermelhos. Amplos anéis vermelhos separados por tríades de anéis pretos (12 a 20 tríades) separados entre si por linhas brancas. Ocorre no sul da Colômbia, norte do Brasil, norte do Peru e leste do Equador.